# اینسو امیکو تاکوکا
اینسو امیکو تاکوکا (انگلیسی: Inesu Emiko Takeoka؛ زادهٔ ۱ مهٔ ۱۹۷۱) بازیکن فوتبال اهل ژاپن است.
وی همچنین در تیم ملی فوتبال زنان ژاپن بازی کرده‌است.